# 托馬斯·貝魯奇
托馬斯·貝魯奇（葡萄牙語：Thomaz Bellucci，1987年12月30日—），巴西男子職業網球運動員。
他曾經在挑戰賽的有一系列的勝利，在20歲2008年初打入前100位排名的ATP世界巡迴賽。
他在巴西公開賽打進生涯第一個ATP巡迴賽，在2009年瑞士公開賽贏得他的第一個冠軍，他最擅長紅土場地。
目前他在大滿貫最佳成績在2010年法國網球公開賽打進第四輪。

## 職業生涯

### 2007年
貝魯奇2007年開始世界排名為582，但開始迅速崛起，在6月排名為202位。

### 2008年
20歲的貝魯奇繼續他的迅速崛起在2008年初。第一週的一年，排在第202，在聖保羅他到達四分之一決賽的挑戰者。
貝魯奇幾場比賽沒有突出的表現，但在2月他回到正軌，在挑戰賽有了不錯的表現，擊敗眾多好手，世界排名大幅度的前進。
5月下旬，他從會外賽出線，打進生涯法國網球公開賽會內賽，在第一輪敗給了3屆衛冕冠軍兼世界第2拉斐爾·納達爾。
溫布頓網球錦標賽，貝魯奇實現了他第一次大滿貫賽事中奪得勝利，以四盤比分擊敗了俄羅斯的伊戈爾·昆尼辛。

### 2009年
貝魯奇今年開始打進第一個ATP巡迴賽決賽巴西公開賽，在晉級過程中，他打敗前世界第1，2003年法國網球公開賽冠軍，2007年巴西公開賽錦標保持者 胡安·卡洛斯·費雷羅在四分之一決賽，但最終以3盤比分敗給2號種子托米·羅布雷多。這是他。
在今年，他贏得他的第一個冠軍頭銜的瑞士公開賽，由會外賽出線，當地的希望擊敗前世界第9 斯坦尼斯拉斯·瓦夫林卡，前世界第4 尼古拉斯·基弗，兩次瑞士公開賽亞軍伊戈爾·安德列夫，並且進入決賽以直落二盤擊敗安德烈亞斯·貝克。在世界排名當時為119，他在瑞士的勝利，貝魯奇積分上漲53點，在ATP世界排名為66位。

### 2010年
法國網球公開賽，貝魯奇被列為24種子，第三輪以直落三盤擊敗伊万·柳比契奇，不過第四輪再次敗給四屆冠軍拉斐爾·納達爾。

## 大滿貫單打戰績表
| 大滿貫賽事 |    |    |    |     |
| 澳網       | A  | 1R | 2R | 1-2 |
| 法網       | 1R | 1R | 4R | 3-2 |
| 溫網       | 2R | A  |    | 1-1 |
| 美網       | 2R | 2R |    | 2-2 |

## ATP巡迴賽

### 冠軍 (1)
| 賽事系列                                       |
| 大滿貫賽事（0次冠軍）                          |
| ATP年終賽（大師盃）/ 世界巡迴總決賽（0次冠軍） |
| ATP大師系列賽/ 世界巡迴大師賽 1000（0次冠軍）  |
| ATP黃金國際巡迴賽 / 世界巡迴賽 500 (0次冠軍)   |
| ATP國際巡迴賽 / 世界巡迴賽 250（1次冠軍）      |

| 依場地性質分類 |
| 硬地 (0)       |
| 草地 (0)       |
| 紅土 (1)       |
| 室內地毯 (0)   |

| 依室內外分類 |
| 室外 (1)     |
| 室內 (0)     |

| 次數 | 日期         | 賽事             | 場地 | 決賽對手        | 比分        |
| 1.   | 2009年8月2日 | 瑞士公開賽, 瑞士 | 紅土 | 安德烈亞斯·貝克 | 6–4, 7–6(2) |

### 亞軍 (1)
| 賽事系列                                       |
| 大滿貫賽事（0次冠軍）                          |
| ATP年終賽（大師盃）/ 世界巡迴總決賽（0次冠軍） |
| ATP大師系列賽/ 世界巡迴大師賽 1000（0次冠軍）  |
| ATP黃金國際巡迴賽 / 世界巡迴賽 500 (0次冠軍)   |
| ATP國際巡迴賽 / 世界巡迴賽 250（1次冠軍）      |

| 依場地性質分類 |
| 硬地 (0)       |
| 草地 (0)       |
| 紅土 (1)       |
| 室內地毯 (0)   |

| 依室內外分類 |
| 室外 (1)     |
| 室內 (0)     |

| 次數 | 日期          | 賽事             | 場地 | 決賽對手      | 比分          |
| 1.   | 2009年2月11日 | 巴西公開賽, 巴西 | 紅土 | 托米·羅布雷多 | 6–3, 3–6, 6–4 |

## 外部連結
- 官方网站
- 托馬斯·貝魯奇（英文/西班牙文）的官方資料
- 托馬斯·貝魯奇的國際網球總會 職業／青少年 官方資料（英文）
- 托馬斯·貝魯奇的官方資料（英文）